# Now I'm Here
«Now I'm Here» (укр. «І ось я тут») — пісня британського рок-гурту «Queen». Шоста пісня їхнього третього альбому «Sheer Heart Attack» 1974 року, яку написав соло-гітарист Браян Мей. Пісня відома своїми жорсткими рифами і вокальними гармоніями. У Великій Британії пісня досягла 11 позиції в чартах, коли вийшла як сингл у 1975 році. Пісня була «живим фаворитом», її виконували практично на кожному концерті з кінця 1974-го по 1986 рік.

## Деталі
Тематика пісні спирається на враження Браяна Мея від американського туру гурту «Queen», який був підтримкою гурту «Mott the Hoople», що відбулося раніше у 1974 році. Вищезгаданий гурт називається явно у тексті пісні: «Down in the city just Hoople and me» («В місті лише Хупл і я»).
Пісня також з'явилася в альбомах-збірках «Greatest Hits» 1981 року та «Queen Rocks» у 1997 році. У березні 2005 року журнал «Q» розмістив «Now I'm Here» на 33 позиції у списку «100 найкращих гітарних треків».

## Живе виконання
«Now I'm Here» була доповненням до списків пісень «Queen», які виконувалися на кожному концертному турі з 1974-го і до фінального туру гурту у 1986 році («The Magic Tour»). Спочатку її виконали на «Sheer Heart Attack Tour» в Манчестері 30 жовтня 1974 року. Перше виконання пісні наживо стало першим концертом гурту, на якому «Queen» почали використовувати техніку затрики вокалу Фредді Мерк'юрі.
На сцені туру «Sheer Heart Attack Tour» Мерк'юрі показувався на одному боці сцени у темряві поміж сухого льоду при виконанні рядка «Now I'm here», а потім у рядку «Now I'm there», на іншому кінці сцени виникав «інший» Мерк'юрі, котрий був ілюзією, створеною за допомогою ідентично одягненого чоловіка.
Мей продовжував виконувати пісню як сольний виконавець після смерті Фредді Мерк'юрі у 1991 році. На Концерті пам'яті Фредді Мерк'юрі у 1992 році Браян Мей приєднався на сцені до гурту «Def Leppard», щоб виконати цю пісню, яка стала Б-стороною їхнього синглу «Tonight» і також увійшла до делюкс-видання альбому «Adrenalize». Вона використовувалася як вступна пісня на американських, азійських і австралійських гастролях «Queen + Adam Lambert Tour» 2014—2015 років.

## Queenпро пісню
«Це було приємно. Це була річ Браяна Мея. Ми випустили її після „Killer Queen“. І це тотальний контраст, просто тотальний контраст. Це був просто показ людям того, що ми можемо ще створювати рок-н-рол — ми не забули наші рок-н-рол коріння. Це приємно робити на сцені. Мені подобалося робити це на сцені» — Фредді Мерк'юрі

## Чарти
| Країна          | Позиція | Тижні |
| --------------- | ------- | ----- |
| Німеччина       | 25      | 6     |
| Японія          | 87      | 7     |
| Нідерланди      | 32      | 3     |
| Велика Британія | 11      | 7     |

## Музиканти
- Фредді Мерк'юрі — головний вокал, бек-вокал, орган Хаммонда
- Браян Мей — електрогітара, піаніно, бек-вокал
- Роджер Тейлор — ударні, бек-вокал
- Джон Дікон — бас-гітара

## Живі записи
- Live Killers (1979)
- Concerts for the People of Kampuchea (1979) (записано під час Різдвяного концерту в «Hammersmith Odeon» в Лондоні)
- Queen Rock Montreal (1981)
- Queen on Fire - Live at the Bowl (1982)
- Live at Wembley '86/Queen at Wembley (1986)
- Hungarian Rhapsody: Queen Live in Budapest '86 (1986)
- The Freddie Mercury Tribute Concert (1992) (виконано гуртом «Def Leppard» і Браяном Меєм)
- Live at the Brixton Academy (альбом Браяна Мея) (1993)
- Live at the Rainbow '74 (1974)